# Циклус нуклеарног горива
- Како би се уранијум припремио за употребу у нуклеарном реактору, мора да прође фазу вађења руде и млевења, затим конверзију, обогаћивање и фабрикацију, тј. спајања у горивне шипке. Ове фазе представљају „предњи крај“ циклуса нуклеарног горива.
- Након употребе уранијума у реактору, у циљу производње електричне енергије, гориво постаје „искоришћено тј. истрошено“ и може да се подвргне даљим изменама које укључују: привремено складиштење горива, његову поновну прераду и понављање циклуса пре евентуалног смештања у трајања складишта као отпад. Заједно, ове фазе се називају „задњи крај“ циклуса нуклеарног горива.

- Руда уранијума
- Жути колач
- се обогаћује
- Таблете уранијум диоксида- нуклеарно гориво

## 1. Вађење руде и млевење
Руда уранијума се обично вади из површинских или подземних рудника. У Аустралији се на пример налази отворени, површински рудник Ренџер али такође на југу земље се налази и рудник под земљом, који поред уранијума, производи и угаљ, нешто злата и сребра. Најновији рудници у Канади су подземног типа.
Руда уранијума се после копања и вађења шаље у млин, који се најчешће налази близу рудника. Тамо се руда меље до ситног праха, који се затим ставља у сумпорну киселину, како би се одстраниле нечистоће и одвојио уранијум. Када се уранијум одвоји од ове смесе, с њим се обично издвоје и остали метали сличних особина.

## 2. Жути колач и оксид уранијума
Како би се одстранили непотребни метали, цела смеса се меша са анексима и катексима, који за себе везују руду уранијума. Добијена скоро чиста руда се затим меша са амонијаком. Овим процесом се добија такозвани жути колач, који се филтрира и просуши. Жути колач је продукт који се продаје и купује ради коришћења у нуклеарном реактору. Око 200 тона , за годину дана, је потребно како би се задовољиле потребе нуклеарног реактора за производњу 1000мегавати електричне енергије. Како би добили „нуклеарно чисте“ гориво, жути колач се раствара у . Из тог раствора се екстрахује помоћу трибутилфосфата. Након загревања на температури од 200 до 900 Целзијуса и редукцијом уз помоћ водоника, , добија се чист диоксид уранијума. Његова ознака је  .

## 3. Конверзија
Коначни продукт претходне фазе је диоксид уранијума који се налази у чврстом стању. С обзиром да се у том продукту налази недовољно уранијума 235 који је неопходан за развој нуклеарне ланчане реакције, потребно је његов проценат у оксиду повећати. Данас, поступак обогаћивања оксида је веома скупа, зато се стално траже алтернативна решења обогаћивања како би се инвестиције што више смањиле. Уранијум окдис се обогаћује уранијумом 235 у гасовитом стању. Поступак је следећи:
- Одвојено од  се припрема флуороводоник,HF, чија је производња релативно јефтина
- Меше се оксид уранијума са флуороводоником
- Добија се , прашак зелене боје
- Зелени прашак се у специјалним реакторима меша са гасовитим флуором , чија је производња веома скупа и компликована
- Добија се гасовити уранијум хексафлуорид,
- Следи процес обогаћивања овог гаса у специјалним фабрикама

## 4. Обогаћивање
Већина реактора који данас раде користе обогаћено уранијумско гориво, у коме је пропорција уранијума 235 повећана са природног нивоа (од 0,7%) на 3,5% и више. Процес обогаћивања горива уклања око 85% изотопа уранијум 238 сепарацијом гасовитог уранијум хексафлурида на два дела. Први део је обогаћен до траженог нивоа и даље наставља циклус горива. Други део је осиромашен у уранијум 235 и његове пратиоце- најчешће уранијум 238 у побуђеном ставу.
Само мала количина уранијум 235 (око 0,25%) остаје осиромашена, и даље је неупотребљива за производњу енергије. Мада и осиромашени уранијум је нашао примену у металној форми у кобилици јахти или као заштита од радијације, с обзиром да је 1,7 пута гушћи од олова.

## 5. Фабрикација горива
Обогаћени  се затим транспортује у фабрику за фабрикацију горива. Тамо се конвертује у уранијум диоксид  и сабија се у мале таблете. Ове таблете се потом наслажу у танке шипке, обично направљене од зирконијума или нерђајућег челика, како би се формирале горивне шипке. Горивне шипке су затим распоређене у кластре, како би формирали горивни елемент, који је већ спреман за постављање у језгро реактора. Реактор, који има снагу од око 1000мегавата, на годишњем нивоу искористи око 25 тона свежег горива.
- Горивни елемент који се састоји од око 350 горивних шипки

## 6.Нуклеарни реактор
Неколико стотина горивних елемената чини језгро реактора. За реактор снаге 1000 мегавати, обично је потребно око 75 тона слабо обогаћеног уранијума. У језгру реактора, уранијум 235 се дели (процес фисије), производећи топлоту у континуалној процесу који се назива ланчана реакција. Процес зависи пре свега на модератору, који је најчешће вода или графит. 
Мала количина уранијума 238 се у језгру претвара у плутонијум, а скоро половина тога се такође дели у процесу фисије, производећи једну трећину излазне снаге реактора.
Приликом ове реакције, ослобађа се енергија која доводи до кључања воде и производи се пара која се одводи до парне турбине, која покреће електрични генератор. У овом случају, производи се око 7 билиона киловат часова електричне енергије за једну годину.
Како би се повећала ефикасност фисионе реакције, једна трећина истрошеног горива у језгру се уклања из реактора сваке године или на сваких 18 месеци, и замењује се свежим нуклеарним горивом.

## 7. Складиште истрошеног горива
Горивни елементи који су уклоњени из реактора су веома радиоактивни, а такође ослобађају и велику количину топлоте. Данас су позната два принципа привременог складиштења:
- Складиште базенског типа- Специјални базени, обично близу самог ректора, како би се радиоактивност и топлота снизили. Вода у базену се користи и као заштита од радијације и као хладилац горивних елемената. Истрошено гориво може безбедно да остане у овим базенима дуг период, и до 50 година. Проблем код овог типа складишта је настајање секундарних отпада, који су такође радиоактивни, а настају приликом хлађења воде у коју је истрошено гориво стављено
- Складиште сувог типа- Горивни елементи могу да се стављају у специјалне бетонске или металне контејнере, који су затим наређани у посебне, изоловане просторије. Хлађење је овде природном циркулацијом ваздуха, што је главна предност у поређењу са претходним, базенским типом, с обзиром да не настају секундарни отпади.

Оба складишта су само привремени. Након неколико десетина година, када је гориво довољно охлађено и када је радиоактивност на таком нивоу да се с њим може вршити манипулација, гориво се или опет обрађује, или се складишти у трајна складишта, као нуклеарни отпад.

## 8. Поновна прерада
Иако се назива истрошено гориво, оно и даље садржи око 94-95% оригиналне количине уранијума, иако је уранијума 235 само 2-3%. Око 3% истрошеног горива садржи отпадне продукте а 1% је плутонијум, који се произвео док је гориво било у реактору, и који се није даље делио фисијом.
Поновна обрада одваја уранијум и плутонијум од отпадних продукта и од горивних шипки тако што се исече горивни елемент а затим ставља у киселину како би се одвојили разни материјали. Уранијум који се добија може да се врати у процес конверзије у ураниум хексафлурид и да се коначно поново обогаћује у процесу обогаћивања. Плутонијум може да се меша са обогаћеним уранијумом у циљу добијања МОКС горива(MOX- Mixed OXid). 
МОКС гориво се производи у посебним фабрикама у Белгији, Француској, Немачкој, Енглеској, Русији и Јапану. Овај процес је стар око 25. година, а први примерци овог горива направљени су у Француској 1995. године. Јапан на пример планира да користи једну трећину горива, у 54 реактора, у виду МОКС горива до 2010. године.
Преосталих 3% истрошеног горива представља отпад који може да се складишти у течном стању и касније очвршћено. 
Капацитет фабрика за поновну обраду горива у Европи и Русији је око 5000 тона за годину дана.

## 9. Витрификација- остакљивање
Након поновне обраде горива, настали течни отпада може да се јако загрева како би се произвео суви прах, који се спаја са стаклом силикатног бора како би се уклонио отпад. Стакло се затим ставља у канистре, сваки подноси 400 килограма стакла. Ако пратимо и даље реактор са снагом од 1000 мегавати, за једну годину добија се 5 тона овог стакла, што је око 12 канистера, који су високи 1,3метра и пречника 0,4 метра. Ови канистри се потом стављају у специјална складишта, где су адекватно чувана уз одговарајућу заштиту од радијације.
Ово је последња тачка до које стиже циклус нуклеарног горива, данас. Коначно уништење или разградња отпада и даље није решена ствар.

## 10. Коначно складиште
Гориво које је искоришћено, ставља се у канистре од нерђајућег челика. Тренутно, једино решење које постоји је да се ови канистри складиште на безбедно место, испод земље. Очекује се, да прво трајно складиште буде отворено 2010. године.